# Hernán Galíndez
Hernán Ismael Galíndez (* 30. března 1987) je ekvádorský profesionální fotbalista, který hraje na pozici brankáře za argentinský klub Huracán.
Svou kariéru začal v Argentině v Rosario Central, než se usadil v Ekvádoru v Universidad Católica, kde během devíti let odehrál více než 300 zápasů. V roce 2022 se připojil k Universidad de Chile, ale po šesti měsících klub opustil kvůli obtěžování ze strany fanouškovské základny klubu. S Aucasem se vrátil do Ekvádoru a ve své první sezóně pomohl týmu vyhrát první titul v historii klubu.
Narodil se v Argentině, hraje za ekvádorský národní tým a reprezentoval ho na Copa América 2021 a Mistrovství světa ve fotbale 2022, přičemž na každém turnaji hrál ve třech zápasech.

## Klubová kariéra

### Začátky
Jako dítě nastupoval za argentinský mládežnický klub Estrella Juniors jako záložník. Během místního mládežnického turnaje se ve věku sedmi let přeorientoval na pozici brankáře. Čelil mj. rivalskému týmu s Lionelem Messim. Galíndez později vyprávěl, že Messi vstřelil první gól, který kdy inkasoval, i když jeho tým nakonec vyhrál a on a jeho spoluhráči dostali za vítězství kolo. Ve věku 10 let se připojil k mládežnickému týmu Rosario Central, kde zůstal až do svých 21 let. Během sezóny 2010/11 strávil nějaký čas na hostování v Quilmes. Když klub v roce 2010 sestoupil, Galíndez i jeho rodina obdrželi výhrůžky smrtí a uvažoval o tom, že ukončí kariéru.
V roce 2012 byl Galíndez propuštěn Rosariem a připojil se k Rangers de Talca, ale zúčastnil se pouze předsezónní přípravy. Následně byl poslán na hostování do Universidad Católica del Ecuador v ekvádorské Serii B. Ve své první sezóně pomohl klubu vybojovat postup do ekvádorské Serie A.
Dne 6. března 2016 chytil dvě penalty v zápase proti L.D.U. Quito a zajistil tak remízu 1:1.

### Universidad de Chile
Galíndez podepsal v lednu 2022 dvouletou smlouvu s chilským klubem Universidad de Chile s opcí na tři roky. Za tým debutoval při vítězství 4:2 nad Unión La Calera dne 6. února 2022. Za tým odehrál 14 zápasů, než kvůli osobním problémům požádal o přestup. Poté, co FIFA zamítla odvolání Chile proti kvalifikaci Ekvádoru na Mistrovství světa ve fotbale 2022 kvůli nasazení nezpůsobilého hráče, Galíndez tvrdil, že se stal terčem hněvu chilských fanoušků na sociálních sítích. Jeho manželka navíc obdržela urážlivé online zprávy.

### Aucas
Universidad obdržel nabídky od LDU Quito, ale Galíndez se místo toho rozhodl připojit ke konkurenčnímu ekvádorskému týmu Aucas s dohodnutým poplatkem kolem 250 000 dolarů. Za klub debutoval 9. července 2022 při vítězství 2:0 nad Orense a ve zbytku sezóny ve 13 zápasech nehrál. Pomohl týmu vyhrát ekvádorskou Serii A, již klub ovládl poprvé v historii, když ve finále porazili Barcelonu 1:0. V rozhodujícím druhém zápase finále odvrátil Galíndez penaltu od barcelonského kapitána Damiána Díaze a pomohl svému týmu k vítězství a zakončení sezony šesti čistými konty v řadě.

## Reprezentační kariéra
Galíndez se narodil v Argentině a v únoru 2019 získal ekvádorské občanství, o což usiloval již od roku 2016. Do ekvádorského národního týmu ho trenér Gustavo Alfaro poprvé povolal v říjnu 2020 jako náhradu za Johana Padillu, který byl pozitivně testován na covid-19. Byl vybrán do ekvádorského týmu pro Copa América 2021 a v reprezentaci debutoval 23. června 2021 při remíze 2:2 s Peru ve třetím zápase skupiny. Odehrál zbytek zápasů svého týmu, který se dostal do čtvrtfinále, než byl vyřazen Argentinou.
Po sedmi zápasech bez inkasovaného gólu byl Galíndez vybrán pro Mistrovství světa ve fotbale 2022, nastupoval jako brankářská jednička ve všech třech skupinových zápasech. Tým však nepostoupil do vyřazovacích bojů.

## Styl hry
Galíndez byl popsán jako „kompletní brankář“, který má rychlé reflexy, ale také je schopen dobře hrát s míčem u nohy.

## Osobní život
Galíndez má dvojče, bratra.

## Úspěchy
Universidad Católica
- Ekvádorská Serie B (1): 2012

Aucas
- Ekvádorská Serie A (1): 2022